# Coin street community builders
コイン・ストリート・コミュニティー・ビルダーズ（英: Coin Street Community Builders）は、ロンドンに本社を置く英国の不動産会社、デベロッパー、社会的企業である。

## 概要
コイン・ストリート・コミュニティ・ビルダーズ(CSCB)は不動産会社、デベロッパーであり、社会的企業である。ロンドン、サウス・バンクを本拠地として、ビジネス、観光地、学生に対してより良い場所にすることを目的に設立された。CSCBは周辺地域の老若男女に、ユースクラブ、スポーツ、ダンス、家族での活動など多様なプログラムを提供している。

## 沿革
1984年から13エーカーを近隣住民を交えながら開発を始めた。OXOタワー、ガブリエル・ウォーフ、バーニー・スパニッシュ・ガーデンと4つの共同住宅（マルベリー、パーム、レッドウッド、イロコ）を開発した。共同住宅はCSCBによる委託により新築され、パームはLifschutz Davidsonにより設計された。またイロコはHaworth Tompkinsにより設計され1994年に竣工された。2007年にはオフィスをHaworth Tompkins がデザインしたCoin Street Neighbourhood centerに移した。またこの建物内には、託児所、会議施設が同居している。

## 主な実績
- バーニー・スパニッシュ・ガーデン(Bernie Spain Garden)
- コイン・ストリート・ネイバーフッド・センター(Coin Street Neighbourhood Centre)
- コロンボ・センター(Colombo Centre)
- ドーン・ストリート(Doon Street)
- ガブリエル・ウォーフ(Gabriel's Wharf)
- イロコ(Iroko)
- マルベリー(Mulberry)
- オクソ・タワー(Oxo Tower)
- パーム(Parm)
- レッドウッド(Redwood)
- リバーサイド・ウォークウェイ(Riverside Walkway)

## 関連会社
- Coin Street Centre Trust
- Coin Street Secondary Housing Co-operative